# Auriac (Corrèze)
Auriac település Franciaországban, Corrèze megyében. Lakosainak száma 219 fő (2022. január 1.). Auriac Bassignac-le-Haut, Darazac, Laval-sur-Luzège, Rilhac-Xaintrie, Saint-Julien-aux-Bois, Saint-Merd-de-Lapleau és Soursac községekkel határos.

## Népesség
A település népességének változása:
| Lakosok száma | 377  | 287  | 250  | 218  | 232  | 234  | 229  | 225  | 224  | 219  |
|               | 1968 | 1982 | 1990 | 2006 | 2013 | 2015 | 2017 | 2019 | 2020 | 2022 |